# Leendert Gerrit Westerink
Leendert Gerrit Westerink (Velp, 2 novembre 1913 – Buffalo, 24 gennaio 1990) è stato un filologo classico, grecista e bizantinista olandese naturalizzato statunitense, professore emerito alla State University of New York.
Si occupò principalmente di prosa filosofica greca, da Platone a Bisanzio.

## Biografia
Figlio di un pastore protestante, laureato nel 1939 e dottore di ricerca nel 1948 all'Università di Nimega, insegnò inglese, latino e greco al liceo di Emmen dal 1945 al 1965; in quest'anno emigrò negli Stati Uniti, essendo stato nominato Professor of Classics alla State University of New York a Buffalo. Nel 1974 fu nominato Distinguished Professor of Classics e nel 1984 divenne Emeritus.
Sposato con Barbara Wilhelmina Schmidt dal 1945, morì in seguito a una crisi cardiaca nel 1990.

## Attività di ricerca
Westerink si specializzò sulla letteratura filosofica greca di epoca tardoantica (commentatori di Platone, Damascio, Porfirio) e bizantina (specialmente Michele Psello, ma anche Teodoro Dafnopate, Areta di Cesarea, Fozio), e in particolare modo sull'esegesi degli scritti di Platone.
Pubblicò un gran numero di opere in edizione critica, specialmente nell'ultimo quindicennio (gli scritti minori di Areta, le epistole e gli Anfilochia di Fozio) e organizzò l'edizione complessiva degli scritti di Michele Psello per la Bibliotheca Teubneriana.

## Opere principali
- Michael Psellus, De omnifaria doctrina, critical text and introduction by L. G. Westerink, Nijmegen, Centrale Drukkerij, 1948.
- Proclus Diadochus, Commentary on the first Alcibiades of Plato, critical text and indices by L. G. Westerink, Amsterdam, North Holland Publishing Co., 1954.
- Olympiodorus, Commentary on the first Alcibiades of Plato, critical text and indices by L. G. Westerink, Amsterdam, North Holland Publishing Co., 1956.
- Damascius, Lectures on the Philebus, text, translation, notes and indices by L. G. Westerink, Amsterdam, North Holland Publishing Co., 1958.
- Anonymous Prolegomena to Platonic Philosophy, edited with translation by L. G. Westerink, Amsterdam, North-Holland Publishing Co., 1962.
- Pseudo-Elias (Pseudo-David), Lectures on Porphyry's Isagoge, introduction, text and indices by L. G. Westerink, Amsterdam, North-Holland Publishing Co., 1967.
- Proclus, Théologie Platonicienne, texte établi et traduit par L. G. Westerink et H. D. Saffrey, I–V, Paris, Les Belles Lettres, 1968–1987.
- Arethae Archiepiscopi Caesariensis scripta minora, edidit L. G. Westerink, I–II, Leipzig, B.G. Teubner, 1968–1972.
- Olympiodorus, In Platonis Gorgiam commentaria, edidit L. G. Westerink, Leipzig, B.G. Teubner, 1970.
- Nicetas Magistros: Lettres d'un exilé (928-946) (Paris, 1973)
- Nicholas I, Patriarch of Constantinople: Letters (Dumbarton Oaks, 1973)
- The Greek Commentaries on Plato's Phaedo, vols. 1-2 (Amsterdam & New York, 1976-7)
- Theodore Daphnopates: Correspondance (Paris, 1978)
- Theophylactus Simocates: On Predestined Terms of Life (Buffalo, 1978)
- Germanus I: On Predestined Terms of Life (Buffalo, 1979)
- Nicholas I: Miscellaneous Writings (Washington, DC, 1981)
- Photii Patriarchae Constantinopolitani Epistulae, with B. Laourdas, 6 vols. (Leipzig, 1983-8)
- Stephanus: Commentary on Hippocrates' Aphorisms, vols. 1-2 (Berlin, 1985, 1992)
- Damascius: Traité des premiers Principes, 3 vols. (Paris, 1986-91)
- Prolegomènes à la philosophie de Platon, with A. P. Segonds (Paris, 1990)
- Psellus: Poemata (Berlin, 1993)